# Air Tahiti
Air Tahiti — французская внутренняя частная авиакомпания, базирующаяся в Международном аэропорту Фааа, Таити, Французская Полинезия. Является самой большой частной авиакомпанией в Французской Полинезии.

## История создания

### Первые рейсы
Авиакомпания была создана в июле 1950 года Жаном Арбело и Марселем Лассер, обслуживая Папеэте, Раиатеа и Бора-Бора. На маршрутах использовались 7-местные гидросамолёты Grumman Widgeon J-4F.
В 1951 году Министерство иностранных дел Франции закупило самолёты-амфибии Grumman Mallard, которые были разрешены для использования в авиакомпании. В мае того же года, был запущен почтовый рейс из Папеэте в Аитутаки (Острова Кука), но в связи с опасением полиомиелита, первый рейс не состоялся.Авиарейс был прекращён в июне 1952 года, когда авиакомпания TEAL (Tasman Empire Airways Limited) запустила свои рейсы в Папеэте. Air Tahiti прекратила все свои рейсы в июле 1952 года после авиакатастрофы, где пострадал пилот, но в апреле 1953 года авиасообщение было возобновлено. Постепенно, Air Tahiti соединила всю Французскую Полинезию своими рейсами. В том же году, был совершён первый рейс на острова Гамбье.

### RAI
В июле 1953 года Французская Полинезия перераспределила самолёты Grumman Mallard в пользу авиакомпании Régie Aérienne Interinsulaire (RAI), и соответственно, бренд Air Tahiti исчез. RAI также приобрела 2 гидросамолёта Consolidated PBY Catalina, чтобы увеличить количество рейсов между островами Французской Полинезии. Изначально ливрея была оранжевой, но затем приобрела синие и зелёные цвета. В 1955 году сеть была расширена, были открыты рейсы на острова Оустрал — в Тубуаи и Раиваваэ.
В 1958 году RAI изменила название. Она продолжила выполнять рейсы как Réseau Aérien Interinsulaire. Были открыты авиарейсы на острова Туамоту. Во флоте появились самолёты-амфибии Short Sandringham. В 1960 году была начата реконструкция Международного аэропорта Фааа, в ходе которой была построена взлётно-посадочная полоса. Вскоре, в остальных аэропортах Французской Полинезии были также построены ВПП,и RAI заменила гидросамолёты на обычные.

### Air Polynésie
В 1970 году вновь было изменено название авиакомпании: теперь на Air Polynésie. Компания осуществляла регулярные рейсы по всей Французской Полинезии и также на дальние острова. Авиакомпания имела в своём флоте самолёты Short Sandringham, Douglas DC-4 и турбовинтовой de Havilland Canada DHC-6 Twin Otter. Позже, появились самолёты Britten-Norman BN-2 Islander и два Fokker F27 Friendship. В апреле 1971 года был открыт рейс на остров Хухаине. В конце 1984 года авиакомпания столкнулась с необходимостью в покупке новых современных самолётов. Air Polynésie пригрозила правительству закрытием авиакомпании, если оно её не профинансирует.

### Air Tahiti
В 1985 году авиакомпания UTA (была позже поглощена Air France) продала свои акции в Air Polynésie (25 % были проданы правительству Французской Полинезии, 45 % были проданы местным инвесторам). В 1987 году авиакомпания вернула старое название — Air Tahiti. Использовала региональные турбовинтовые самолёты типа ATR 42. С 1987 по 2007 годы пассажиропоток был увеличен в 4 раза: с 75 миллионов до 315.

## Направления
На данный момент сеть Air Tahiti состоит из 48 направлений по Французской Полинезии и на островах Кука.

### Острова Общества
- Бора-Бора
- Хуахине
- Маупити
- Муреа
- Раиатеа
- Таити (Базовый аэропорт)

### Острова Туамоту
- Ахе
- Аратика
- Арутуа
- Фааите
- Факарава
- Катиу
- Кауэхи
- Каукура
- Манихи
- Матаива
- Ниау
- Рангироа
- Такапото
- Такароа
- Тикехау
- Апатаки
- Факахина
- Пука-Пука
- Такуме

### Восточные острова Туамоту-Гамбье
- Анаа
- Фангатау
- Хао
- Хикуэру
- Мангарева
- Макемо
- Напука
- Нукутаваке
- Пукаруа
- Рароиа
- Реао
- Татакото
- Туреиа
- Вахитахи

### Маркизские острова
- Хива-Оа
- Нуку-Хива

### Международные направления
Острова Кука
- Раротонга

## Авиакатастрофы и происшествия
- 18 апреля 1991 года самолёт Dornier 228 выполнял рейс 805, но при заходе на посадку в аэропорт Нуку-Хива у самолёта отказал один из двигателей, и вскоре он рухнул в воде при неудачной посадке на воду. 10 из 20 человек погибли[13].